# 荒木幸彦
荒木 幸彦（あらき さちひこ、1943年1月4日 - 2024年5月31日）は日本の経営者。ニチコン元代表取締役社長兼COO。京都府出身。

## 略歴
- 1965年（昭和40年）3月 立命館大学法学部卒業、同年3月日本コンデンサ工業（現・ニチコン）入社
- 1999年（平成11年）5月草津工場長
- 2000年（平成12年）8月ニチコンタンタル（株）取締役工場長
- 2002年（平成14年）7月タンタル電解コンデンサ事業部長、ニチコンワカサ（株）代表取締役、7月ニチコン福井（株）代表取締役
- 2003年（平成15年）6月ニチコン（株）取締役兼執行役員、取締役兼執行役員管理本部長、尼吉康電子（無錫）有限公司董事長
- 2004年（平成16年）10月ニチコン（株）取締役兼執行役員CSR室長
- 2005年（平成17年）8月取締役兼執行役員生産本部長
- 2006年（平成18年）4月取締役兼執行役員営業本部副本部長、同年9月取締役兼執行役員営業本部長
- 2007年（平成19年）6月代表取締役社長兼COO
- 2013年（平成25年）6月特別顧問
- 2016年（平成28年）6月常勤監査役
- 2024年5月31日、病気のため死去。81歳没[1]。

## 人物
学生時代は相撲部に所属。立命館大学相撲部OB会長、学校法人立命館評議員も務める。